# Peter Bojara
Peter Bojara (* 19. Juli 1939; † 12. April 2021) war ein deutscher Fußballtorwart. Von 1961 bis 1964 spielte er für den SC Turbine Erfurt in der DDR-Oberliga, der höchsten Spielklasse im DDR-Fußball.

## Sportliche Laufbahn
Bis 1960 war Peter Bojara Torwart der Betriebssportgemeinschaft (BSG) Motor Mitte Suhl und spielte mit ihr zuletzt in der drittklassigen II. DDR-Liga. Mit Beginn der Saison 1961/62 wechselte er zum DDR-Oberligisten SC Turbine Erfurt, wo er zunächst hinter Günter Gleis und Horst Weigang Torwart Nummer drei war. In den in dieser Spielzeit wegen der Umstellung von der Kalenderjahrsaison zum Sommer-Frühjahr-Spielrhythmus 39 ausgetragenen Punktspielen vertrat er Gleis und Weigang jeweils nur einmal. Bereits während der Saison wurde Gleis aus disziplinarischen Gründen vom SC ausgeschlossen, und zum Saisonende musste Juniorennationaltorhüter Weigang zum SC Rotation Leipzig abgegeben werden. Daraufhin machte Trainer Wolfgang Seifert den 23-jährigen Bojara zum Stammtorwart und setzte ihn in der Saison 1962/63 in allen 26 Oberligaspielen ein. Auch 1963/64 war Bojara Torwart Nummer eins, musste aber mehrfach pausieren und kam nur in 17 Oberligaspielen zum Einsatz. Am Ende der Saison stand der SC Turbine als Absteiger in die DDR-Liga fest. Dort verlor Bojara seinen Stammplatz an den jüngeren Klaus Reßler und stand nur in sieben von 30 Ligaspielen im Tor. Auch nach dem sofortigen Wiederaufstieg kam Bojara nicht mehr an Reßler vorbei. Im Oberligajahr 1965/66 bestritt er nur drei Oberligaspiele und kam nach dem neuerlichen Abstieg in der DDR-Liga-Saison 1966/67 fünfmal zum Einsatz. Inzwischen war die Fußballsektion des SC Turbine in den FC Rot-Weiß Erfurt umgewandelt worden, der 1967 den Wiederaufstieg in die Oberliga schaffte. Zur Saison 1967/68 kehrte Weigang, der inzwischen Torwart der DDR-Nationalmannschaft geworden war, nach Erfurt zurück, und Bojara erhielt in der Oberliga kein Chance mehr. Stattdessen stand er mit der DDR-Liga-Mannschaft FC Rot-Weiß II bei 30 Ligaspielen neunmal im Tor.
Mit Beginn der Spielzeit 1968/69 schloss sich Bojara dem DDR-Ligisten Motor Eisenach an. Nach 25 Ligaeinsätzen verließ er die BSG Motor wieder und wechselte zur BSG Motor Sömmerda in die drittklassigen Bezirksliga Erfurt (die vormals drittklassige II. DDR-Liga war eingestellt worden). Mit Motor Sömmerda wurde Bojara 1970 Bezirksmeister, die Mannschaft verpasste aber mit Platz fünf in der Aufstiegsrunde die Qualifikation für die DDR-Liga. Nachdem Sömmerda 1971 die Meisterschaft wiederholt hatte und diesmal den Aufstieg geschafft hatte, spielte Bojara mit der in BSG Zentronik umbenannten Mannschaft noch zwei Spielzeiten in der DDR-Liga. Es wurden nun jeweils 22 Ligaspiele ausgetragen, von denen Bojara 14 bzw. 12 Begegnungen bestritt. Im Sommer 1973 trat er 34-jährig vom Leistungssport zurück, nachdem der 48 Oberligaspiele und 72 DDR-Liga-Spiele absolviert hatte.
Sportlich blieb Bojara bis ins hohe Alter im Volleyball bei Martinus Erfurt aktiv. Er starb im April 2021 81-jährig an den Folgen eines Schlaganfalls.